# El anillo (canción)
"El Anillo" es una canción grabada por la artista estadounidense Jennifer López. Fue escrita y producida por Édgar "Edge" Barrera, Andrés Castro, Oscar "Oscarcito" Hernández y Jesús "DalePlay" Herrera, mientras que la producción vocal corrió a cargo de Steve Mackey y Hernández. La canción fue lanzada digitalmente el 26 de abril de 2018, por Nuyorican Productions y Sony Music Latin.

## Antecedentes
López comenzó a salir con el exjugador de béisbol Álex Rodríguez en febrero de 2017. Óscar "Oscarcito" Hernández, que había coescrito los anteriores sencillos españoles de López "Ni tú ni yo" y "Amor, Amor, Amor" (ambos lanzados en 2017), se acercó a ella con una idea para una canción que describió como "un poco loca". López se sorprendió cuando le presentaron la canción, dado lo personal que era. Explicando cómo se desarrolló la canción, López dijo: "Alguien la escribió para mí específicamente, lo que me pareció muy divertido. No porque esté pensando en hacer algo así, sino porque es una cosa divertida y se la puse a Alex y le dije: '¿Te parece bien? Creo que es algo divertido'. Y él dijo: 'Sí, me parece muy bien'".

## Composición
"El Anillo" es una canción de pop latino con un ritmo de funk carioca, que López había pedido a los productores de la canción que incorporaran. Fue escrita por Edgar Barrera, Andrés Castro, Oscar Hernández y Jesús Herrera. Descrita como "sexy y provocativa" por Jennifer Machin de Billboard, la canción alude a la relación de López con Álex Rodríguez, con letras como "Me tratas como una princesa y me das lo que pido. Tu tienes el bate y la fuerza que yo necesito". Telemundo caracterizó la canción como "un himno para todas las mujeres allá afuera que han puesto su tiempo y esfuerzo en una relación, y ahora todo lo que están esperando es esa gran roca en su dedo".

## Crítica
Mike Wass, de Idolator, describió la canción como "un tema que hace temblar los huesos con la producción más avanzada de la época hasta ahora. Se trata de la voz feroz de la diva perdurable y el ritmo más duro que ha adornado una canción de pop latino desde 'Mi Gente'". Michael Love Michael, escribiendo para la revista Paper, elogió la "producción de sonido de alarma" del tema y describió la entrega de López como "característicamente feroz". La escritora de Rolling Stone, Suzy Exposito, señaló: "La última racha de singles en español de J.Lo se ve coronada por el tema con sabor a baile", y describió "El Anillo" como "todo un rebote" con respecto al primer álbum en español de López, "lleno de baladas", Como ama una mujer (2007).

## Rankings
Para la semana que termina el 3 de mayo de 2018, "El Anillo" debutó en el número veintiuno en España, por encima de las posiciones máximas de sus anteriores singles españoles, "Ni tú ni yo" y "Amor, Amor, Amor". Posteriormente alcanzó el número nueve, convirtiéndose en su decimotercer sencillo en la lista de las diez más populares, y fue certificado como Disco de Platino por Productores de Música de España por las ventas de 40000 unidades. En Estados Unidos, la canción alcanzó el número doce en la lista de Hot Latin Songs. El 25 de junio de 2018 fue certificado como doble platino por la Recording Industry Association of America, lo que denota unas ventas de 120000 unidades. En la lista del 14 de julio de 2018, "El Anillo" alcanzó el número uno en las listas de US Latin Airplay y Latin Rhythm Airplay. Subió más del 88% hasta los 16 millones de impresiones de audiencia durante la semana que terminó el 8 de julio de 2018, lo que Billboard atribuyó al lanzamiento del remix con Ozuna. Esto le dio a López su octavo número uno en la lista Latin Airplay, y el tercero en 2018, tras "Amor, Amor, Amor" y "Se Acabó el Amor". En la lista Latin Rhythm Airplay, se convirtió en su cuarto número uno, ampliando su récord como la mujer con más números uno.

## Vídeo musical
El vídeo musical "El Anillo" fue dirigido por Santiago Salviche y rodado en Los Ángeles. En el clip, López interpreta a una reina cuyo afecto debe ser ganado por un potencial pretendiente interpretado por el actor español Miguel Ángel Silvestre. En uno de los primeros planos se puede ver un anillo de compromiso cayendo en un charco oscuro. La rutina de baile que aparece en el vídeo musical fue coreografiada por Kiel Tutin. Según Billboard, la moda del vídeo consiste en "trajes brillantes de diseñadores internacionales, dignos de una reina envuelta en oro", completados con "elaboradas coronas y opulentos tocados". Entre los diseñadores cuyo trabajo aparece en "El Anillo" se encuentran la marca india de alta costura Khosla Jani, Laurel Dewitt, Giannina Azar y el diseñador libanés Elie Madi. La cantante describió su argumento como "todas estas reinas de todo el mundo que se reúnen porque están celebrando esta ceremonia en la que un rey tiene que luchar incluso para poder pedirle a esta persona que se case con ellos (...) Así que todas las reinas se reúnen y realmente lo ponen en apuros". Además, añadió: "Es probablemente uno de mis vídeos favoritos que he hecho. Es algo a otro nivel que realmente me encanta (...) Toda esa idea de que las mujeres son reinas y entienden eso y se tratan así y hacen que alguien luche por ti. Ese era el concepto. Es como, lucha por mí y luego puedes pedirme que me case contigo. Entonces, vale, ¿dónde está mi anillo?".
Al cabo de tres días, el clip había recibido más de 10 millones de visitas. En menos de dos meses tras su lanzamiento, el vídeo había recibido 125 millones de visitas en YouTube y Vevo. Kayleigh Roberts, de Marie Claire, dijo: "El vídeo es precioso a gran escala y regio en todos los sentidos", comparándolo con los estilos de Game of Thrones y Black Panther, señalando que López desprende "feroces vibraciones de Cersei Lannister en una lujosa sala del trono". Chloe Herring, del Miami Herald, señaló que López "puso sus exigencias sobre la mesa" y "demuestra que es una diosa latina que merece la pena mantener" en "El Anillo". Telemundo comparó el vídeo con "Single Ladies (Put a Ring on It)" de Beyoncé, escribiendo: "Piensa en ello como si 'Single Ladies' se volviera medieval, con ritmos latinos/samba".

## Actuaciones en directo
López estrenó el sencillo con una actuación en los Premios Billboard de la Música Latina 2018, que según Billboard "mostró el estilo versátil de López". Llevaba un mono con incrustaciones de joyas y un tocado a juego, respaldado por bailarines y una gran flor de loto en el escenario. La canción se incluyó posteriormente en el set list de It's My Party (2019), una gira para celebrar el 50 cumpleaños de López. En una reseña del espectáculo, Althea Legaspi, del Chicago Tribune, escribió: "Hizo una entrega feroz de la canción sobre tener todo menos ese anillo alrededor de su dedo, realzada por los ritmos funk brasileños de su hábil banda". También se incluyeron elementos de "El Anillo" en las actuaciones de López en los MTV Video Music Awards 2018 y en el espectáculo de medio tiempo del Super Bowl LIV en febrero de 2020.

## Remix
En julio de 2018, se filtró en internet un remix de la canción en el que participa el cantante puertorriqueño Ozuna. Se sirvió a las emisoras de radio de Estados Unidos el 2 de julio de 2018. Billboard escribió que "El remix ofrece un descarado sabor a reggaetón/trap, dando un giro diferente a la canción".

## Personal
Créditos adaptados de Tidal.
- Édgar "Edge" Barrera - producción, escritura, ingeniero de grabación
- Luis Barrera Jr. - ingeniero de mezclas
- Andrés Castro - producción, escritura, guitarra, ingeniero de grabación
- Oscar "Oscarcito" Hernández - producción, escritura, voces de fondo, productor vocal
- Jesús "DalePlay" Herrera - producción, composición
- Dave Kutch - ingeniero de masterización
- Jennifer López - voz
- Steve Mackey - productor vocal
- Trevor Muzzy - ingeniero
- Alejandro M. Reglero - A&R

## Rankings
| Rankings (2018)                                 | Posición máxima |
| ----------------------------------------------- | --------------- |
| Argentina (Argentina Hot 100)                   | 73              |
| Bolivia (Monitor Latino)                        | 9               |
| República Dominicana (Monitor Latino)           | 1               |
| República Dominicana (SODINPRO)                 | 15              |
| Ecuador (National Report)                       | 17              |
| Francia (SNEP)                                  | 163             |
| América Latina (Monitor Latino)                 | 16              |
| Mexico Espanol Airplay (Billboard)              | 50              |
| Panamá (Monitor Latino)                         | 5               |
| Puerto Rico Pop (Monitor Latino)                | 17              |
| España (PROMUSICAE)                             | 9               |
| Suiza (Schweizer Hitparade)                     | 93              |
| Estados Unidos (Billboardbubbling100)           | 12              |
| Estados Unidos (Hot Latin Songs)                | 12              |
| Estados Unidos Latin Airplay (Billboard)        | 1               |
| Estados Unidos Latin Rhythm Airplay (Billboard) | 1               |
| Venezuela (Monitor Latino)                      | 19              |

Remix
| Gráfico (2018)                | Posición máxima |
| ----------------------------- | --------------- |
| Argentina (Argentina Hot 100) | 57              |
| España (PROMUSICAE)           | 41              |

## Lanzamientos
| País           | Fecha               | Formato          | Etiqueta  | Referencias |
| -------------- | ------------------- | ---------------- | --------- | ----------- |
| Francia        | 26 de abril de 2018 | Descarga digital | Nuyorican | [ 43 ]      |
| Alemania       | 26 de abril de 2018 | Descarga digital | Nuyorican | [ 44 ]      |
| Italia         | 26 de abril de 2018 | Descarga digital | Nuyorican | [ 45 ]      |
| España         | 26 de abril de 2018 | Descarga digital | Nuyorican | [ 46 ]      |
| Reino Unido    | 26 de abril de 2018 | Descarga digital | Nuyorican | [ 47 ]      |
| Estados Unidos | 26 de abril de 2018 | Descarga digital | Nuyorican | [ 48 ]      |